# Coupe de France masculine de handball 1986-1987
Navigation
Coupe de France 1985-1986 Coupe de France 1988-1989
La coupe de France masculine de handball 1986-1987 est la 6e édition de la compétition.
En finale, l'USM Gagny remporte sa première et unique coupe de France en s'imposant face à l'US Créteil. Gagny ayant également remporté le Championnat de France, Créteil est qualifié pour la Coupe des coupes 1987-1988.
En dehors de la finale, les résultats ne sont pas connus.

## Finale
| 20 juin 1987 | USM Gagny               | 27 - 20  | US Créteil         | Salle l’Athanor, Montluçon Affluence : 2 000 Arbitrage : M. Boro et Boyer |
| 20 juin 1987 | Jan Hamers 9            | (10 - 4) | Philippe Germain 7 | Salle l’Athanor, Montluçon Affluence : 2 000 Arbitrage : M. Boro et Boyer |
| 20 juin 1987 | ×au moins 3 ×au moins 1 | Rapport  |                    | Salle l’Athanor, Montluçon Affluence : 2 000 Arbitrage : M. Boro et Boyer |

- Évolution du score : 0-1 (3e), 2-1 (4e), 3-2 (9e). 5-2 (14e), 6-3 (18e), 8-3 (26e),10-4 (mi-temps), 12-4 (33e),15-5 (37e), 18-7 (42e), 20-11 (48e), 24-14 (52e), 26-16 (56e), 27- 19 (59e).
- USM Gagny : Jan Hamers (9 dont 4 pen, [1]), Éric Cailleaux (3), Olivier Ouakil (1), Philippe Gardent (2), Nicolas Cochery (3, dont 1 pen), Thierry Perreux (2), Philippe Grillard (7).
- US Créteil : Stéphane Huet (1), Patrick Lasfont (2), Philippe Germain (7, dont 5 pen), Philippe Desroses (5), Pascal Mahé (2), Hassen Bouaouli (1), Andrzej Tłuczyński (pl) (2).

## Bilan par club
| Tour et dates                   | Club                         | Commentaire                             |
| ------------------------------- | ---------------------------- | --------------------------------------- |
| Finale 20 juin 1987             | USM Gagny                    | Vainqueur, également champion de France |
| Finale 20 juin 1987             | US Créteil                   | Qualifié en Coupe des coupes            |
| Demi-finale 7 et 14 juin 1987   | US Ivry                      | -                                       |
| Demi-finale 7 et 14 juin 1987   | Stade Marseillais UC         | Battu par Gagny                         |
| 1/4 de finale 24 et 31 mai 1987 | USAM Nîmes                   | Tenant du titre                         |
| 1/4 de finale 24 et 31 mai 1987 | AC Boulogne-Billancourt      | -                                       |
| 1/4 de finale 24 et 31 mai 1987 | US Dunkerque                 | -                                       |
| 1/4 de finale 24 et 31 mai 1987 | Lille UC (N1B)               | -                                       |
| 1/8 de finale 10 et 19 mai 1987 | SMEC Metz                    | -                                       |
| 1/8 de finale 10 et 19 mai 1987 | HB Vénissieux 85 (N1B)       | -                                       |
| 1/8 de finale 10 et 19 mai 1987 | 6 autres clubs               | -                                       |
| 1/16 de finale 12 avril 1987    | Asnières Racing Olympique 92 | -                                       |
| 1/16 de finale 12 avril 1987    | 15 autres clubs              | -                                       |
| 1er tour 1er mars 1987          | RC Strasbourg (N1B)          | -                                       |
| 1er tour 1er mars 1987          | 3 autres clubs de N1B        | -                                       |

On ne connaît pas le tour auquel ont été éliminés les trois autres clubs de N1A (Villefranche HBC, Paris UC, Stella Sports Saint-Maur) et les vingt-et-un autres clubs de N1B (2 poules de 12 équipes).